# نظریه اشتورم-لیوویل
در ریاضیات و کاربردها، یک معادلهٔ اشتورم-لیوویل کلاسیک، نام‌گذاری شده به نام ژاک شارل فرانسوا استورم (۱۸۵۵-۱۸۰۳) و جوزف لیوویل (۱۸۸۲-۱۸۰۹) یک معادلهٔ دیفرانسیل خطی مرتبهٔ دوم حقیقی به صورت
{\displaystyle -{\frac {\mathrm {d} }{\mathrm {d} x}}\left[p(x){\frac {\mathrm {d} y}{\mathrm {d} x}}\right]+q(x)y=\lambda w(x)y}      (معادله ۱)
است که در آن y تابعی از متغیر x می‌باشد. توابع {\displaystyle p(x)<0} و {\displaystyle w(x)>0} و {\displaystyle q(x)} در ابتدا مشخص شده‌اند. در ساده‌ترین حالت، همهٔ ضرایب در بازهٔ متناهی {\displaystyle [a,b]} پیوسته هستند و p دارای مشتق پیوسته است. در ساده‌ترین حالت، تابع y یک پاسخ خوانده می‌شود، اگر در {\displaystyle (a,b)} به‌طور پیوسته مشتق‌پذیر باشد و معادلهٔ بالا را در هر نقطه از بازهٔ (a،b) ارضا نماید. علاوه‌براین، معمولاً تابع y باید در a و b برخی شرایط مرزی را ارضا کند. تابع (w(x که گاهی با (r(x نمایش داده می‌شود تابع وزن یا تابع چگالی نامیده می‌شود.
مقدار λ در معادله مشخص نیست. یافتن مقادیری از λ که به ازای آن مقادیر، پاسخی غیربدیهی(پاسخ بدیهی یعنی جواب حاصل برابر صفر شود و غیر بدیهی یعنی جواب حاصل ناصفر شود) برای معادلهٔ ۱ که شرایط مرزی را نیز ارضا می‌کند وجود داشته باشد، جزئی از مسئله به نام مسئلهٔ اشتورم-لیوویل است. ( S–L) problem) )
این مقادیر λ اگر موجود باشند، ویژه‌مقدارهای مسئلهٔ مقدار مرزی تعریف شده توسط معادلهٔ بالا و شرایط مرزی تعیین شده خوانده می‌شوند. پاسخ‌های متناظر به هر λ، ویژه‌تابع‌های مسئله نامیده می‌شوند.
تحت فرضیات آورده شده در بالا برای ضرایب، این معادله و ضرایب آن، یک عملگر دیفرانسیلی هرمیتی در یک فضای تابع تعریف شده با شرایط مرزی تعریف می‌کنند. نظریه بررسی وجود و رفتار مجانبی ویژه‌مقدارها، بررسی کیفی ویژه‌تابع‌ها و تمامیت آن‌ها در یک فضای تابع مناسب با نام نظریه اشتورم-لیوویل خوانده می‌شود. این نظریه در ریاضیات کاربردی بسیار مهم است و مسائل اشتورم-لیوویل بسیار معمول هستند، به خصوص هنگام روبه‌رو شدن با معادلات دیفرانسیل خطی با مشتقات پاره‌ای جدایی‌پذیر.